# Ancien consulat de Hollande (Tunis)

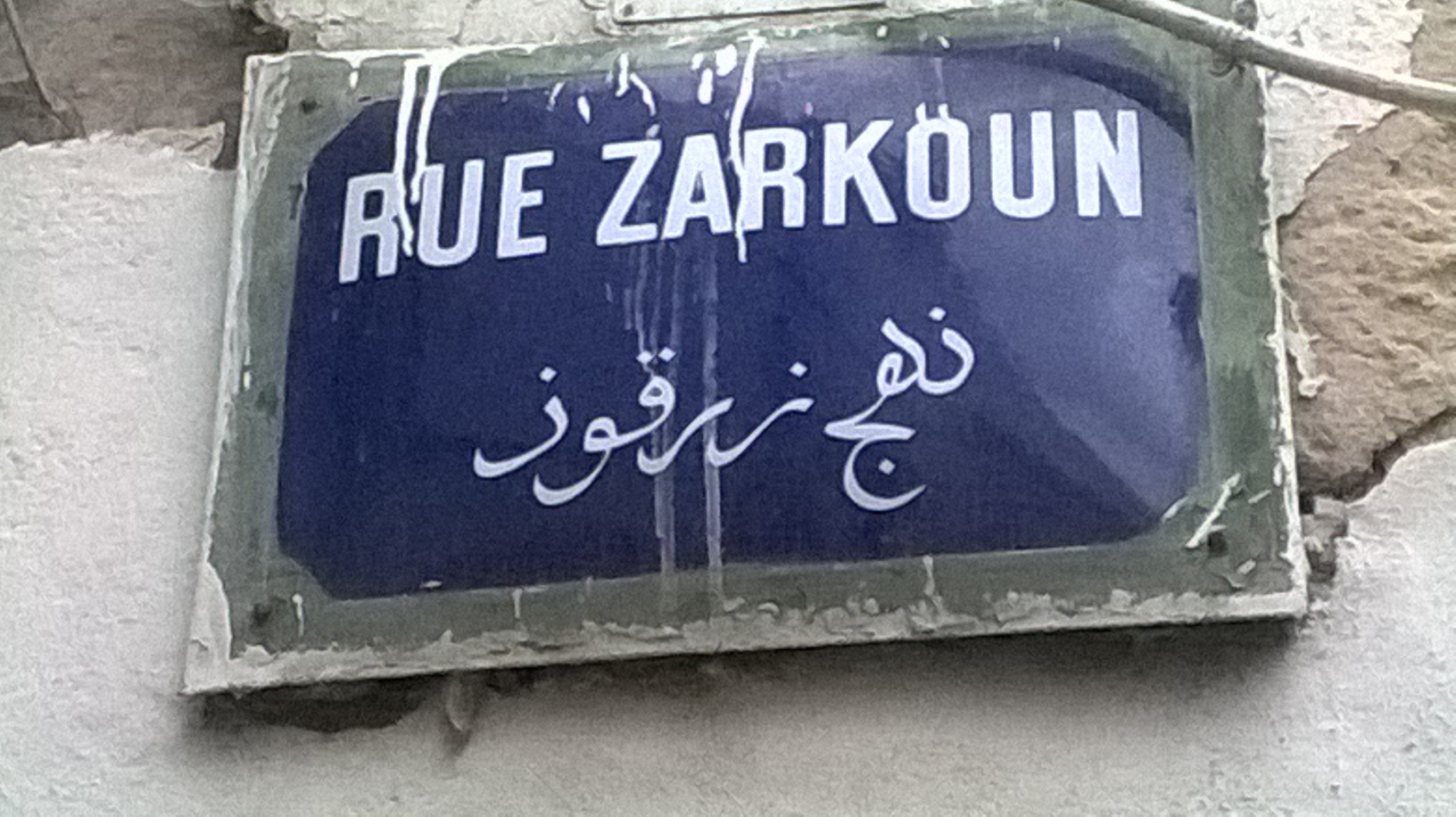
Plaque métallique indiquant la rue Zarkoun

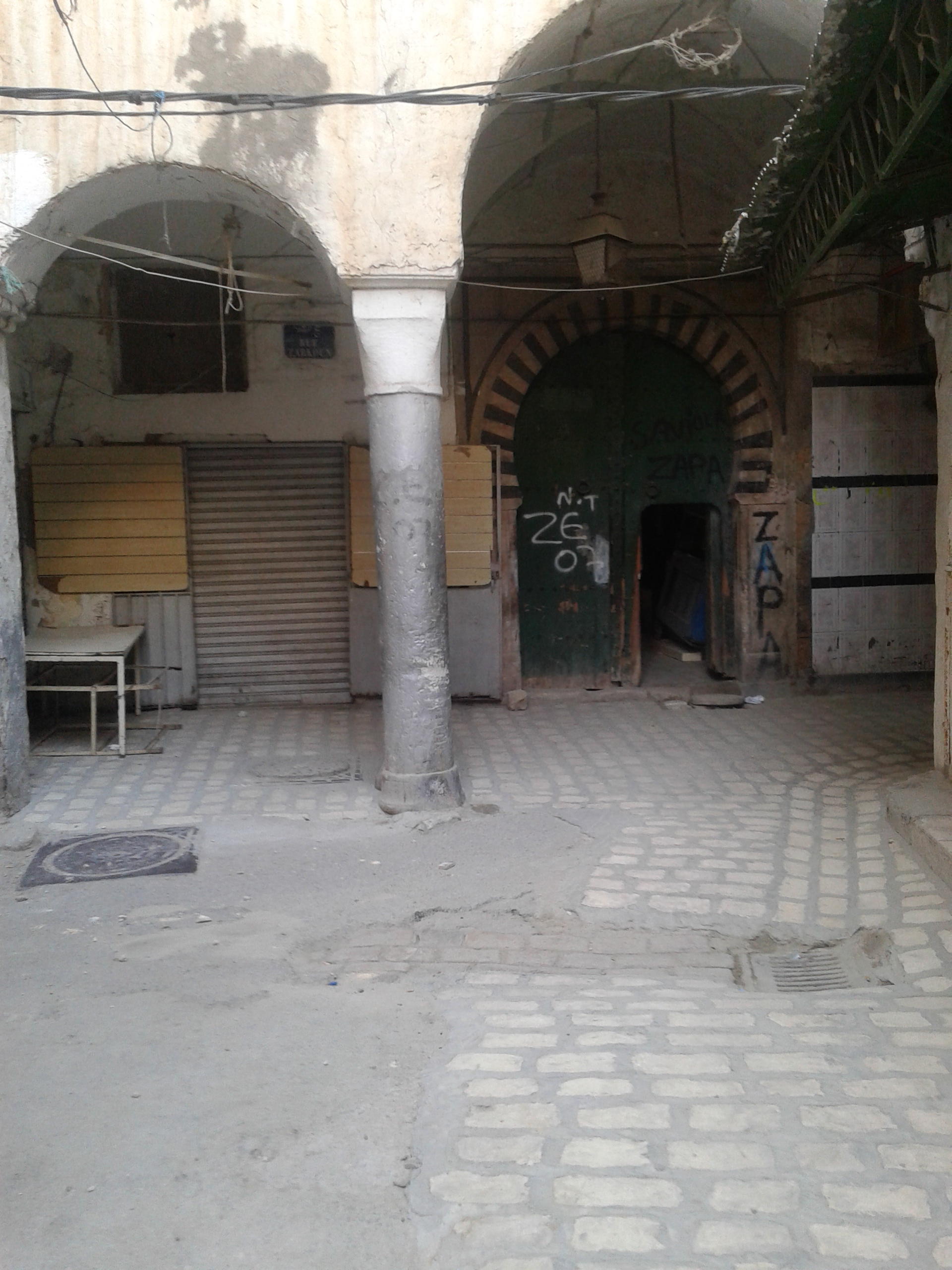
Vue de la porte d'entrée depuis la rue de l'Ancienne Douane

L'ancien consulat de Hollande est un fondouk ayant abrité les activités du consulat de Hollande.
Il est situé au croisement de la rue Zarkoun et la rue de l'Ancienne Douane, dans l'ancien quartier franc de la médina de Tunis.

## Histoire
Un traité de paix et de navigation est signé en 1662 entre les Provinces-Unies et la régence de Tunis.

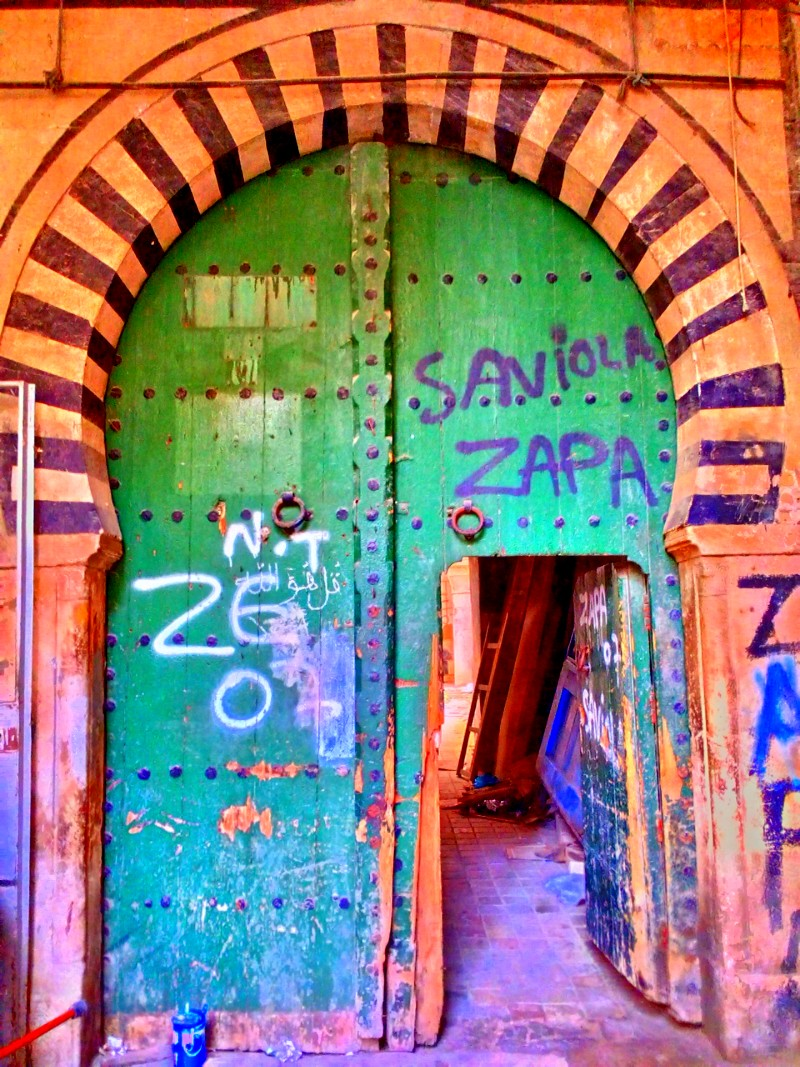
Porte d’entrée
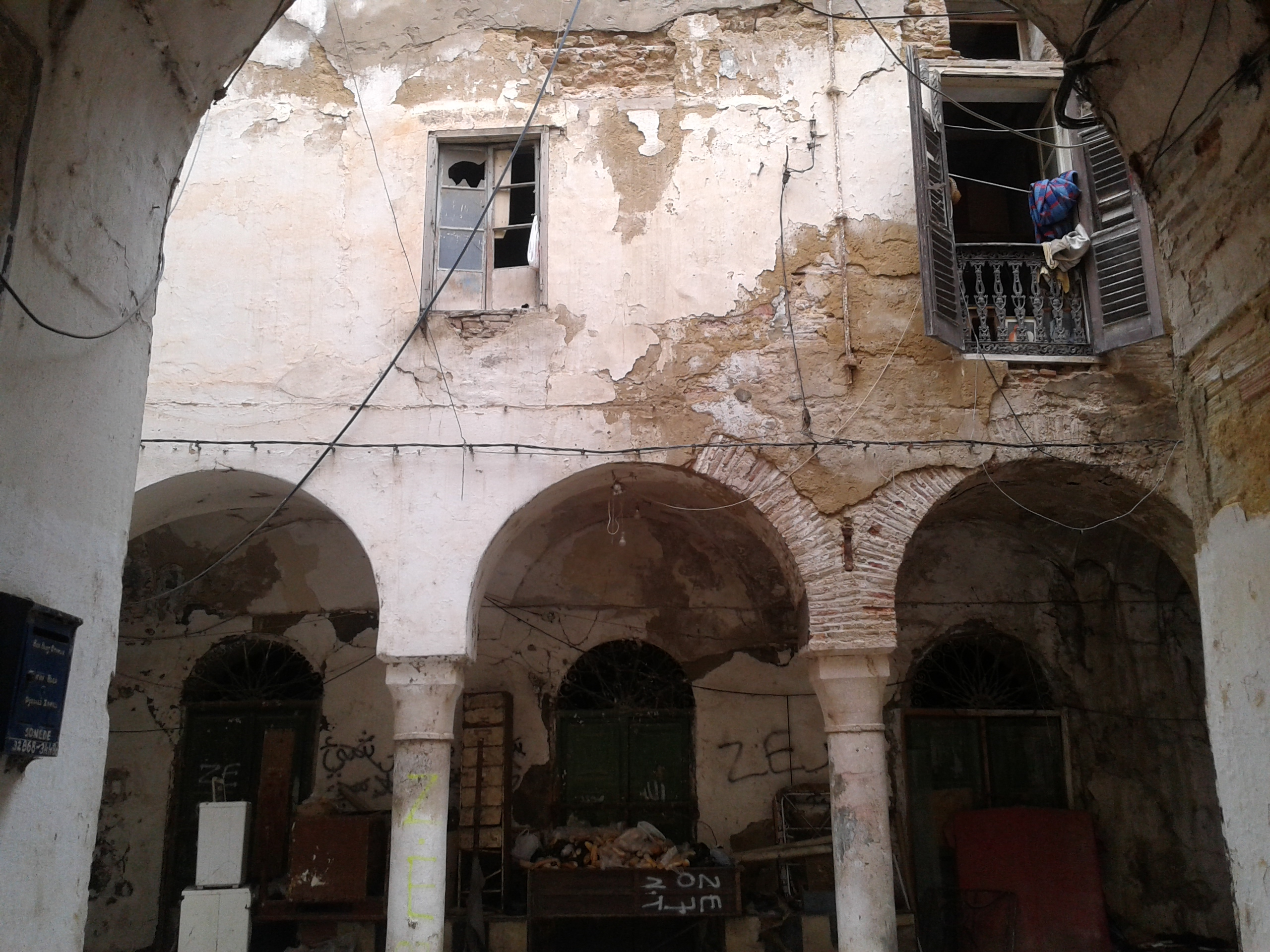
Patio dans l'état actuel
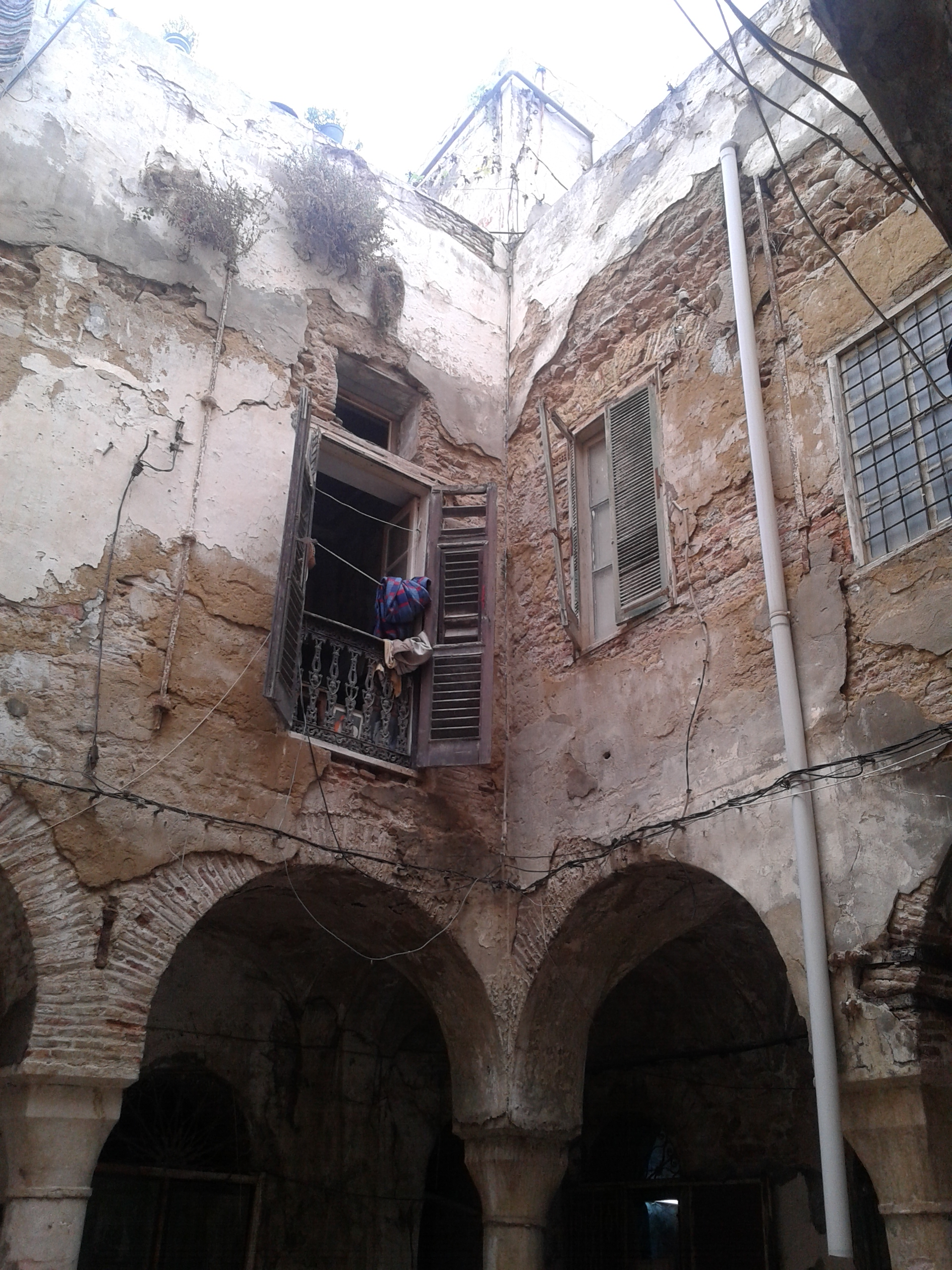
Patio dans l'état actuel
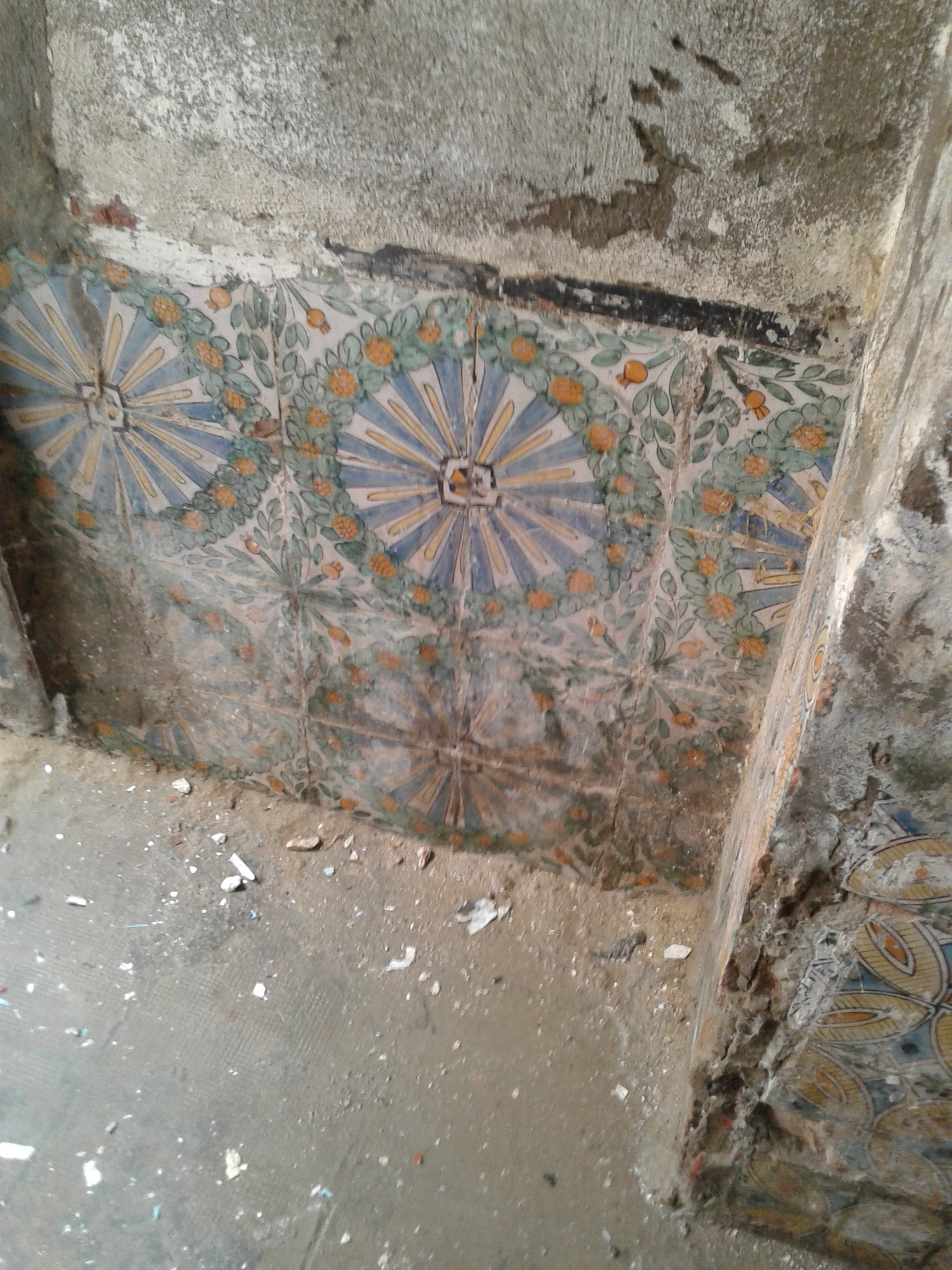
Carrelage du patio